# Теодор Лутс
Теодор Лутс (ест. Theodor Luts; 2 (14) серпня 1896, Паламузе — 24 вересня 1980, Сан-Пауло) — естонський кінорежисер та продюсер, брат письменника-класика Оскара Лутса. 
Теодор Лутс був першим великим естонським кінематографістом.